# مهتاب كرامتي
مَهْتاب كِرامَتي (بالفارسية: مهتاب کرامتی)‏ (17 أكتوبر 1970 في طهران - ) ممثلة أفلام، وسفيرة اليونيسف للنوايا الحسنة، وناشِطة، ومنتجة أفلام، وممثلة مسرحية، وممثلة تلفزيونية، ومديرة فنية من إيران.

## الجوائز
- كريستال سيمرغ
- كريستال سيمرغ

## روابط خارجية
- مهتاب كرامتي على موقع IMDb (الإنجليزية)
- مهتاب كرامتي على موقع روتن توميتوز (الإنجليزية)
- مهتاب كرامتي على موقع أول موفي (الإنجليزية)
- مهتاب كرامتي على موقع قاعدة بيانات الفيلم (الإنجليزية)
- مهتاب كرامتي على موقع كينوبويسك (الروسية)